# James A. Meeks
James Andrew Meeks (* 7. März 1864 in New Matamoras, Washington County, Ohio; † 10. November 1946 in Danville, Illinois) war ein US-amerikanischer Politiker. Zwischen 1933 und 1939 vertrat er den Bundesstaat Illinois im US-Repräsentantenhaus.

## Werdegang
Bereits im Jahr 1865 kam James Meeks mit seinen Eltern in die Nähe von Danville in Illinois, wo sich die Familie auf einer Farm niederließ. Er besuchte die öffentlichen Schulen seiner neuen Heimat und das Westfield College sowie das Illinois College in Jacksonville. Nach einem anschließenden Jurastudium und seiner 1890 erfolgten Zulassung als Rechtsanwalt begann er in Danville in diesem Beruf zu arbeiten. Zwischen 1903 und 1915 übte er die Funktion des Master in Chancery am dortigen Bezirksgericht aus. Von 1925 bis 1931 war er einer der Berater der Stadt Danville. Gleichzeitig schlug er als Mitglied der Demokratischen Partei eine politische Laufbahn ein. Zwischen 1920 und 1932 nahm er als Delegierter an allen Democratic National Conventions teil.
Bei den Kongresswahlen des Jahres 1932 wurde Meeks im 18. Wahlbezirk von Illinois in das US-Repräsentantenhaus in Washington, D.C. gewählt, wo er am 4. März 1933 die Nachfolge des Republikaners William P. Holaday antrat. Nach zwei Wiederwahlen konnte er bis zum 3. Januar 1939 drei Legislaturperioden im Kongress absolvieren. Während dieser Zeit wurden dort die meisten der New-Deal-Gesetze der Bundesregierung unter Präsident Franklin D. Roosevelt verabschiedet. Im Jahr 1935 wurden erstmals die Bestimmungen des 20. Verfassungszusatzes angewendet, wonach die Legislaturperiode des Kongresses jeweils am 3. Januar endet bzw. beginnt.
Nach dem Ende seiner Zeit im US-Repräsentantenhaus praktizierte James Meeks wieder als Anwalt. Außerdem war er im Bankgeschäft tätig. Er starb am 10. November 1946 in Danville, wo er auch beigesetzt wurde.